# 山本雄貴
山本 雄貴（やまもと ゆうき、1998年3月25日 - ）は、ジャパンラグビーリーグワン横浜キヤノンイーグルスに所属するラグビー選手。

## プロフィール
- 京都府出身[1]。
- ポジションはセンター(CTB)。
- 身長 177 cm、体重 80 kg。
- U20日本代表に選ばれたことがある[2]。

## 略歴
小学校からラグビーを始めた。
2016年、同志社高校卒業後、同志社大学に入学。なお同志社高校時代、主将を務めたことがある。
2019年、同志社大学ラグビー部の主将に就任した。
2020年、同志社大学卒業後、キヤノンイーグルス(現・横浜キヤノンイーグルス)に加入。
2023年、シーズン終了後に現役を引退し、アーティストとしての道を歩み始めました。